# 전국 에이스
〈전국 에이스〉(일본어: 戦国エース 센고쿠 에스[*])는 사이쿄에서 개발, 반프레스토에서 1993년에 출시한 종스크롤 슈팅 게임 및 이를 기반으로 하는 비디오 게임 시리즈이다. 일본 외 지역에는 〈사무라이 에이스〉(Samurai Aces)라는 제목으로 수출되었다.

## 시리즈 일람
- 전국 에이스
- 전국 블레이드
- 전국 캐논